# Kürnbach
Kürnbach là một thị trấn thuộc huyện Karlsruhe ở bang Baden-Württemberg nước Đức. Đô thị này có diện tích 12,67 km², dân số thời điểm 31 tháng 12 năm 2006 là 2427 người.